# Kyllikki Villa
Kyllikki Villa, född 12 september 1923 i Helsingfors, död där 27 februari 2010, var en finländsk översättare och författare.
Efter att ha gett ut lyrik och anteckningar om krigstida upplevelser väckte Villa stor uppmärksamhet med Vanhan rouvan lokikirja (2004), utsedd till Årets resebok, där hon berättade om världsomspännande färder som passagerare på lastfartyg. Hon översatte även finlandssvensk, rikssvensk och tyskspråkig litteratur. Bland författare som hon gav finsk språkdräkt märks Märta Tikkanen, Bo Carpelan, Mikael Enckell, Astrid Lindgren, Eyvind Johnson och Elias Canetti. För sin översättargärning blev hon flerfaldigt prisbelönad, bland annat av Svenska litteratursällskapet. 